# 2023年のオーストリアグランプリ (ロードレース)
2023年オーストリアグランプリは、ロードレース世界選手権の2023年シーズン第10戦として、8月19日から20日までオーストリアのレッドブル・リンクで開催された。